# Janeane Garofalo
Janeane Garofalo (Newton (New Jersey), 28 september 1964) is een Amerikaanse komiek, actrice, politiek activiste, schrijfster en voormalig radiopresentatrice voor het programma The Majority Report. Ze sprak onder meer stemmen in voor de animatiefilms Ratatouille en The Wild en had filmrollen in onder meer The Truth About Cats & Dogs, Reality Bites, Dogma en The Bumblebee Flies Anyway. In 2008 speelt ze in het zevende seizoen van de televisieserie 24 als FBI-agente.

## Levensloop
Garofalo is van Italiaans/Ierse afkomst. Ze groeide op in diverse plaatsen, waaronder in Ontario, Madison en Katy, waar ze haar diploma behaalde aan de James E. Taylor High School. Tijdens haar studie aan Providence College deed ze mee aan een zoektocht voor komische talenten, waarna ze werd uitgeroepen tot "grappigste persoon van Rhode Island".
Eind jaren 80 werd Garofalo actief als stand-upcomedian. Tegelijkertijd werd ze ook bekender als schrijfster voor televisieprogramma's en als actrice in diverse televisieseries en films. Ze was een van de schrijvers en acteurs van het kortlopende televisieprogramma The Ben Stiller Show over komiek Ben Stiller in 1992 en 1993. De rol in die serie leidde tot haar selectie voor de rol van Paula in de serie The Larry Sanders Show, waarvoor ze in '96 en '97 twee keer genomineerd werd voor een Emmy Award.
Garofalo was eerste keuze voor de rol van Monica in de komedieserie Friends, maar weigerde de rol. Rond diezelfde tijd weigerde ze eveneens een van de hoofdrollen in de film Jerry Maguire, de film die de doorbraak zou betekenen voor Renée Zellweger. In 1996 speelde ze haar eerste grote rol in een bekende film, namelijk in de komediefilm The Truth About Cats & Dogs samen met Uma Thurman. In 1997 speelde ze opnieuw een hoofdrol, in de film The Matchmaker. In 2008 had ze een rol als FBI-agente in het zevende seizoen van de actie/dramaserie 24. Kleine rolletjes had ze verder nog in de series Seinfeld, Felicity, Two and a Half Men en The West Wing.
Naast actrice in speelfilms en televisieseries sprak Garofalo ook meerdere malen stemmen in enkele animaties. In 2006 was ze te horen in de komedieserie Freak Show en de film The Wild, in 2007 sprak ze de stem in van Colette, de enige vrouwelijke kok van een Frans restaurant.
In 1996 presenteerde ze samen met Ben Stiller de MTV Movie Awards. Vanaf 1994 en 1995 was ze regelmatig te zien in de stand-upcomedianserie Saturday Night Live. Al na een half jaar verliet ze dat programma vanwege problemen tussen haar en de makers.
Van 2004 tot en met 2006 presenteerde Garofalo samen met Sam Seder het Amerikaanse praatradioprogramma The Majority Report. In juli 2006 verliet ze dat programma vanwege problemen tussen haar en Seder.

## Politiek
Binnen de Verenigde Staten is Garofalo bekend vanwege haar uitgesproken mening over politieke zaken. In veel interviews laat ze er geen twijfel over bestaan dat ze liberaal is en het feminisme steunt. Op CNN en Fox News was ze meerdere malen te zien als fel tegenstander tegen de Irakoorlog.

## Filmografie

### Films
- Late for Dinner (1991)
- That's What Women Want (1992)
- Reality Bites (1994)
- Bye Bye Love (1995)
- I Shot A Man In Vegas (1995)
- Coldblooded (1995)
- Now And Then (1995)
- Tommy boy (1995)
- Sweethearts (1996)
- Truth About Cats and Dogs (1996) (Abbey Barnes)
- The Cable Guy (1996)
- Larger Than Life (1996)
- Touch (1997)
- Romy and Michele's High School Reunion (1997) (Heather Mooney)
- The Matchmaker (1997) (Marcy Tizard)
- Cop Land (1997)
- Clay Pigeons (1998)
- Kiki's Delivery Service (1998) (stem)
- Thick as Thieves (1998)
- Permanent Midnight (1998)
- Half Baked (1998)
- The Thin Pink Line (1998)
- The Bumblebee Flies Anyway (1999)
- Torrance Rises (1999)
- Can't Stop Dancing (1999)
- Mystery Men (1999) (The Bowler)
- Dogma (1999)
- The Independent (1999)
- 200 Cigarettes (1999)
- The Minus Man (1999)
- Dog Park (2000)
- Steal This Movie! (2000) (Anita Hoffman)
- Titan A.E. (2000)
- The Adventures of Rocky & Bullwinkle (2000)
- What Planet Are You From? (2000)
- The Laramie Project (2001)
- The Search for John Gissing (2001)
- Wet Hot American Summer (2001) (Beth)
- Martin & Orloff (2002)
- Big Trouble (2002)
- Manhood (zender Showtime; 2003)
- Wonderland (2003)
- Nobody Knows Anything! (2003)
- Jiminy Glick in Lalawood (2004)
- Duane Hopwood (2005)
- Nadine in Date Land, Oxygen Network; (2005) (Nadine Barnes)
- Stay (2005) (Dr. Beth Levy)
- Southland Tales (2005)
- The Wild (2006) (stem)
- Ratatouille (2007) (stem)
- The Ten (2007)

### Korte films
- Suspicious (1994)
- The Cherry Picker (2000)
- Housekeeping (2001)
- Junebug and Hurricane (2004)

### Documentaires
- New York: A Documentary Film (1999)
- Outlaw Comic: The Censoring of Bill Hicks (2003)
- Dangerous Living: Coming Out In The Developing World (2003)
- Gigantic (A Tale of Two Johns) (2003)
- Left of the Dial (2005), HBO

### Televisie
- The Henry Rollins Show
- Outlaw Comic: The Censoring of Bill Hicks (2003)
- TV Nation, NBC, Fox
- The Chris Rock Show, HBO
- The Larry Sanders Show, HBO (Paula)
- The Ben Stiller Show, Fox
- Tales of the City, BBC/PBS (Coppola Woman)
- Small Doses, Comedy Central
- Saturday Night Live, NBC
- Seinfeld, NBC
- The Simpsons (zichzelf)
- Newsradio, NBC
- Space Ghost Coast to Coast, Cartoon Network
- Law & Order, NBC
- Late Night with Conan O'Brien
- Now with Bill Moyers, PBS
- The Daily Show
- Janeane Garofalo, HBO (1997)
- The Late Late Show with Craig Ferguson
- The King of Queens, CBS (Trish)
- Shorties Watching Shorties, Comedy Central
- The Tonight Show with Jay Leno, NBC
- Primetime Glick, Comedy Central
- Mad About You (laatste aflevering) (Mabel)
- Home Improvement
- The Belzer Connection, SciFi Channel
- The Minnesota Half-Hour Smile Hour
- Pilot Season
- Tanner On Tanner, Sundance Channel (zichzelf)
- Stella, Comedy Central
- Felicity
- Hannity & Colmes, Fox News
- Real Time with Bill Maher, HBO
- Comic Remix
- Jimmy Kimmel Live, ABC
- The Rosie O'Donnell Show
- Dennis Miller Live
- The Sopranos, HBO (zichzelf)
- King of the Hill, Fox
- Ellen, ABC
- Dinner for Five, IFC
- Mr. Show with Bob and David: Fantastic Newness, HBO (1996)
- The West Wing, NBC (2005) (Louise Thornton)
- In the Life, PBS (2005)
- Strangers with Candy (Cassie Pines)
- The Adventures of Pete and Pete, Nickelodeon
- 24 (2008) – FBI-agente Janis Gold
- Criminal Minds: Suspect Behavior (2011), CBS – FBI, Behavioral Analysis Unit-Agente Beth Griffith

## Trivia
- In de film Team America: World Police wordt een popversie van Garofalo gedood.
- Garofalo is een internetmeme onder de naam "Liberal-Douche-Garofalo".